# Аккомак (округ)
Округ Аккомак (англ. Accomack County) располагается в США, штате Виргиния. По состоянию на 2010 год, численность населения составляла 33 164 человек. Был образован в 1671 году. Вместе с округом Нортгемптон (Виргиния) считается одним из самых бедных округов штата Виргиния.

## География
По данным Бюро переписи США, общая площадь округа равняется 3400 км², из которых 1200 км² суша и 2230 км² или 65,7 % это водоемы.

### Соседние округа
- Сомерсет (Мэриленд) — северо-запад
- Вустер (Мэриленд) — северо-восток
- Нортгемптон (Виргиния) — юг
- Мидлсекс (Виргиния) — запад
- Ланкастер (Виргиния) — запад
- Нортамберленд (Виргиния) — запад

## Демография
По данным переписи населения 2000 года в округе проживает 33 164 жителей в составе 15 299 домашних хозяйств и 10 388 семей. Плотность населения составляет 32 человека на км². На территории округа насчитывается 19 550 жилых строений, при плотности застройки около 17-ти строений на км². Расовый состав населения: белые — 65,3 %, афроамериканцы — 28,1 %, коренные американцы (индейцы) — 0,4 %, азиаты — 0,6 %, гавайцы — 0,1 %, представители других рас — 3,9 %, представители двух или более рас — 1,6 %. Испаноязычные составляли 8,6 % населения независимо от расы .
В составе 28,90 % из общего числа домашних хозяйств проживают дети в возрасте до 18 лет, 49,20 % домашних хозяйств представляют собой супружеские пары проживающие вместе, 14,40 % домашних хозяйств представляют собой одиноких женщин без супруга, 32,10 % домашних хозяйств не имеют отношения к семьям, 27,70 % домашних хозяйств состоят из одного человека, 12,50 % домашних хозяйств состоят из престарелых (65 лет и старше), проживающих в одиночестве. Средний размер домашнего хозяйства составляет 2,45 человека, и средний размер семьи 2,96 человека.
Возрастной состав округа: 24,30 % моложе 18 лет, 8,20 % от 18 до 24, 26,20 % от 25 до 44, 24,70 % от 45 до 64 и 16,70 % от 65 и старше. Средний возраст жителя округа 39 год. На каждые 100 женщин приходится 94,30 мужчин. На каждые 100 женщин старше 18 лет приходится 90,00 мужчин.

## Достопримечательности
- Среднеатлантический региональный космопорт